# Legend (밥 말리 & 더 웨일러스의 음반)
| 전문가 평가      | 전문가 평가 |
| 평가 점수        | 평가 점수   |
| 출처             | 점수        |
| ---------------- | ----------- |
| AllMusic         | [ 1 ]       |
| Robert Christgau | A           |
| Q                | [ 3 ]       |
| Sputnikmusic     | [ 4 ]       |

《Legend》는 밥 말리 & 더 웨일러스의 컴필레이션 음반이다. 1984년 5월, 아일랜드 레코드에 의해 발매되었다. 이 음반은 오리지널 바이닐 형태의 싱글 음반 중 가장 큰 인기를 끌었으며, 미국에서 1,500만 장 이상이 팔리고 전 세계적으로 약 2,800만 장이 팔린 역대 최고의 레게 음반이다. 2003년 이 음반은 《롤링 스톤》이 선정한 역사상 가장 위대한 음반 500장 중 46위에 올라 2012년 개정 음반의 등급을 유지했다.
2020년 1월, 현재 빌보드 200 차트에서 역사상 두 번째로 긴 연속주 609주를 보냈다. 2014년 9월 20일자 빌보드 200에 따르면, 이전 일부 버전 이후 거의 5만 6천 장의 음반이 판매되어, 이 음반의 새로운 최고점을 차트에서 5위에 올려놓았다. 현재 이 음반은 일주일에 약 3,000에서 5,000장 정도 팔리고 있다.

## 내용
이 음반에는 당시까지 영국의 밥 말리의 톱 40 히트 싱글 10곡 전곡과 〈Stir It Up〉, 〈I Shot the Sheriff〉, 〈Get Up, Stand Up〉의 피터 토시, 버니 웨일러와 함께 더 웨일러스의 3곡이 수록되어 있으며, 음반 《Uprising》, 〈Redemption Song〉의 마무리 곡도 수록되어 있다. 오리지널 트랙 중 《Exodus》 음반 이전 날짜는 4개뿐이다.
이번 음반의 카세트 테이프에는 〈Punky Reggae Party〉와 〈Jamming〉 싱글의 B-사이드, 《Kaya》의 〈Easy Skanking〉 두 곡이 추가로 수록됐다. 배리 디아멘트가 리마스터드한 2세대 콤팩트 디스크는 1990년 터프 공 레이블에 등장했다. 이 디스크는 같은 14개의 곡을 포함하고 있지만, 이 곡들은 싱글 발매용으로 편집된 버전이 아니라 오리지널 음반 길이로 되어 있다.

## 곡 목록
| #  | 제목                             | 작사·작곡           | 오리지널 발매              | 재생 시간 |
| -- | -------------------------------- | ------------------- | -------------------------- | --------- |
| 1. | 〈Is This Love〉                 | 밥 말리             | 《Kaya》 (1978년)          | 3:52      |
| 2. | 〈No Woman, No Cry (Live)〉      | 빈센트 포드         | 《Live!》 (1975년)         | 4:05      |
| 3. | 〈Could You Be Loved (7" Edit)〉 | 말리                | 《Uprising》 (1980년)      | 3:33      |
| 4. | 〈Three Little Birds〉           | 말리                | 《Exodus》 (1977년)        | 2:56      |
| 5. | 〈Buffalo Soldier (Remix)〉      | 말리, N.G. 윌리엄스 | 《Confrontation》 (1983년) | 5:24      |
| 6. | 〈Get Up, Stand Up〉             | 말리, 피터 토시     | 《Burnin'》 (1973년)       | 3:17      |
| 7. | 〈Stir It Up (Edit)〉            | 말리                | 《Catch a Fire》 (1973년)  | 3:38      |

| #  | 제목                          | 작사·작곡             | 오리지널 발매         | 재생 시간 |
| -- | ----------------------------- | --------------------- | --------------------- | --------- |
| 1. | 〈One Love/People Get Ready〉 | 말리, 커티스 메이필드 | 《Exodus》 (1977년)   | 2:52      |
| 2. | 〈I Shot the Sheriff (Edit)〉 | 말리                  | 《Burnin'》 (1973년)  | 3:46      |
| 3. | 〈Waiting in Vain (Remix)〉   | 말리                  | 《Exodus》 (1977년)   | 4:10      |
| 4. | 〈Redemption Song〉           | 말리                  | 《Uprising》 (1980년) | 3:48      |
| 5. | 〈Satisfy My Soul (7" Edit)〉 | 말리                  | 《Kaya》 (1978년)     | 3:45      |
| 6. | 〈Exodus (Remix)〉            | 말리                  | 《Exodus》 (1977년)   | 5:24      |
| 7. | 〈Jamming (Remix)〉           | 말리                  | 《Exodus》 (1977년)   | 3:17      |

## 인증
| 국가                                                                                         | 인증         | 판매량/출하량 |
| -------------------------------------------------------------------------------------------- | ------------ | ------------- |
| 아르헨티나 (CAPIF)                                                                           | 4× 플래티넘  | 240,000^      |
| 오스트레일리아 (ARIA)                                                                        | 4× 플래티넘  | 280,000^      |
| 오스트리아 (IFPI 오스트리아)                                                                 | 2× 플래티넘  | 100,000*      |
| 벨기에 (BEA)                                                                                 | 3× 플래티넘  | 150,000*      |
| 캐나다 (뮤직 캐나다)                                                                         | 2× 플래티넘  | 200,000^      |
| 핀란드 (Musiikkituottajat)                                                                   | 골드         | 36,703        |
| 프랑스 (SNEP)                                                                                | 다이아몬드   | 1,327,400*    |
| 프랑스 (SNEP) video                                                                          | 플래티넘     | 20,000*       |
| 독일 (BVMI)                                                                                  | 플래티넘     | 500,000^      |
| 독일 (BVMI) video                                                                            | 골드         | 25,000^       |
| 이탈리아 (FIMI)                                                                              | 2× 플래티넘  | 100,000       |
| 네덜란드 (NVPI)                                                                              | 플래티넘     | 100,000^      |
| 뉴질랜드 (RMNZ)                                                                              | 20× 플래티넘 | 300,000^      |
| 노르웨이 (IFPI 노르웨이)                                                                     | 골드         | 25,000*       |
| 폴란드 (ZPAV)                                                                                | 골드         | 50,000*       |
| 스페인 (PROMUSICAE)                                                                          | 플래티넘     | 100,000^      |
| 스웨덴 (GLF)                                                                                 | 골드         | 50,000^       |
| 스위스 (IFPI 스위스)                                                                         | 3× 플래티넘  | 150,000^      |
| 영국 (BPI)                                                                                   | 12× 플래티넘 | 3,380,000     |
| 영국 (BPI) Legend - Best of - Video                                                          | 골드         | 25,000*       |
| 미국 (RIAA)                                                                                  | 15× 플래티넘 | 11,660,000    |
| 미국 (RIAA) Legend video                                                                     | 플래티넘     | 100,000^      |
| 미국 (RIAA) Bob Marley: The Legend Live                                                      | 골드         | 500,000^      |
| 요약                                                                                         |              |               |
| 전 세계                                                                                      | —            | 28,000,000    |
| *판매량을 기반으로 한 인증 · ^출하량을 기반으로 한 인증 · 판매량+스트리밍을 기반으로 한 인증 |              |               |

## 같이 보기
- 가장 많이 팔린 음반 목록
- 영국에서 가장 많이 팔린 음반 목록
- 미국에서 가장 많이 팔린 음반 목록